# MICPCH-Syndrom
Das MICPCH-Syndrom, Akronym für MIkroCephalie, Pons, Cerebellum Hypoplasie, ist eine sehr seltene angeborene Erkrankung mit den namensgebenden Hauptmerkmalen.
Diese Fehlbildung des Kleinhirns wird zur Gruppe der nicht-syndromalen X-chromosomalen mentalen Retardierungen gezählt.
Klinisch stehen Intelligenzminderung, eventuell Nystagmus, bis ausgeprägter geistiger Behinderung im Vordergrund.
Synonyme sind: X-chromosomale Intelligenzminderung – Mikrozephalie – Hirnstamm- und Kleinhirn-Hypoplasie;  Intelligenzminderung, X-chromosomale, Typ Najm; X-chromosomale Intelligenzminderung – Mikrozephalie – pontozerebelläre Hypoplasie; Geistige Retardierung, X-chromosomale, Typ Najm; CASK-Syndrom
Die Bezeichnung bezieht sich auf die Erstautorin der Erstbeschreibung aus dem Jahre 2008 durch die Hamburger Humangenetikerin Juliane Najm, Denise Horn und Mitarbeiter.

## Verbreitung
Die Häufigkeit wird mit unter 1 zu 1.000.000 angegeben, die Vererbung erfolgt X-chromosomal dominant. Bislang wurde über etwa 35 Familien berichtet, das weibliche Geschlecht ist häufiger, aber weniger schwer betroffen.

## Ursache
Der Erkrankung liegen Mutationen im CASK-Gen auf dem X-Chromosom Genort p11.4 zugrunde, welches für ein Protein aus der Gruppe der membran-assoziierten Guanylat-Kinasen (MAGUK) kodiert.
Dieses Gen ist auch beim FG-Syndrom Typ 4 beteiligt.

## Klinische Erscheinungen
Klinische Kriterien sind:
- Manifestation im Kleinkind- oder Neugeborenenalter
- Intelligenzminderung bis geistige Behinderung
- eventuell Nystagmus
- Krampfanfälle[4]
- Gangunsicherheit
- Hörverlust (Schallempfindungsschwerhörigkeit)
- Mikrozephalie (meistens)
- Gesichtsdysmorphie mit Hypertelorismus, langem Philtrum, Mikrogenie
- Augenauffälligkeiten wie Nystagmus, Strabismus, Katarakt, Myopie

## Diagnose
Die Diagnose ergibt sich aus den klinischen Befunden und der medizinischen Bildgebung (Magnetresonanztomographie), die Bestätigung erfolgt durch humangenetische Untersuchung.

## Therapie
Eine ursächliche Behandlung ist nicht bekannt.